# Expériences nouvelles touchant le vide
Expériences nouvelles touchant le vide (titre complet : Expériences nouvelles touchant le vuide, faites dans des tuyaux, syringues, soufflets, & siphons de plusieurs longueurs & figures : avec diverses liqueurs, comme vif-argent, eau, vin, huyle, air, &c. avec un discours sur le mesme sujet... par le sieur B. P. ... le tout réduit en abbregé, et donné par advance d'un plus grand traicté sur le mesme sujet) est un traité de physique écrit par Blaise Pascal imprimé en octobre 1647.

## Historique de publication
Diffusé par Marin Mersenne auprès de ses correspondants à travers l’Europe entière, ce petit livre d’une trentaine de pages se présente comme l’abrégé d’un « traité entier » à venir dont il suit le plan. Ce « traité entier » ne fut publié que l’année qui suivit la mort de Blaise Pascal, par les soins de son beau-frère Florin Périer : il s’agit des Traités de l’équilibre des liqueurs et de la pesanteur de la masse de l’air.

## Contenu
Blaise Pascal  rend compte dans les Expériences nouvelles touchant le vide, en 1647 de la reproduction à Rouen des expériences de Torricelli.
Le Père Mersenne avait échoué à les reproduire. Pierre Petit souhaite recommencer les expériences à Rouen, avec Étienne Pascal. Elles font apparaître un « espace vide en apparence » considéré comme « véritablement vide » tant que n’aura pas été « montré l’existence de quelle matière qui le remplisse ».

## Analyse
A l’époque des expériences de Rouen, Pascal ne fait pas encore le lien entre le vide et la pression atmosphérique. Cela vient peu de temps après, ce qui le conduit à commanditer l’expérience du Puy de Dôme.

## Postérité
Blaise Pascal demande à son beau-frère Florin Périer, par lettre en date du 15 novembre 1647, de refaire l’expérience de Torricelli à plusieurs endroits entre l’actuelle place de Jaude de Clermont-Ferrand et le sommet du Puy de Dôme.
Robert Boyle, qui réalise de nombreuses expériences sur le vide, doute de la réalité de certaines expériences pascaliennes et soutient qu'elles seraient des expériences de pensée.
Félix Mathieu publie plusieurs articles polémiques mettant en doute la probité de Pascal dans la Revue de Paris : en 1906 il remet en cause le témoignage de Roberval sur l’expérience des liqueurs faite par Pascal à Rouen, en 1907 il accuse Blaise Pascal d’avoir produit un faux pour s’attribuer les mérites de l’hypothèse des effets de la pression atmosphérique concernant l’expérience du Puy de Dôme. Abel Lefranc lui répond dans la Revue politique et littéraire.
Alexandre Koyré soutient en 1954 que Blaise Pascal n’a jamais fait l’expérience des liquides de Rouen, après sa reconstitution au Palais de la Découverte.
Dans les années 1980 la chercheuse japonaise Kimiyo Koyanagi refait un certain nombre de ses expériences pour arriver à la même conclusion.
Armand Le Noxaïc soutient en 2015 que Blaise Pascal a très bien pu faire cette expérience suite une reconstitution de cette expérience effectuée en 2010 à l’institut universitaire de technologie d’Orsay.

### Éditions desExpériences nouvelles touchant le vide
- Expériences nouvelles touchant le vuide, Paris, Pierre Margat, 1647, 31 p. (lire en ligne)
- Œuvres de Blaise Pascal  (édition Léon Brunschvicg et Pierre Boutroux), Paris, Hachette, 1923, 2e éd. (lire sur Wikisource), p. 53-76
- Œuvres complètes  (édition Jean Mesnard), vol. 2, Paris, Desclée de Brouwer, 1990, p. 493-508

### Articles et préfaces sur lesExpériences nouvelles touchant le vide
- Kimiyo Koyanagi, « Cet effrayant petit livret… Expériences nouvelles touchant le vide de Blaise Pascal », dans Les Pascal à Rouen, 1640-1648, Presses universitaires de Rouen et du Havre, coll. « Hors collection », 2001 (ISBN 979-10-240-1094-6, lire en ligne), p. 137–157